# Kalejdoskop: En Skønhedskikkert
|  | Denne artikel er oprettet af botten PalnaBot ud fra en ekstern database. Den kan derfor have sproglige fejl eller mangler. Denne skabelon kan fjernes efter kontrol af indholdet. |

Kalejdoskop: En Skønhedskikkert er en kortfilm fra 2000 instrueret af Pernelle Maegaard efter manuskript af Pernelle Maegaard.

## Handling
Det er en videoinstallation, der er en lang rejse ind i et gyvelkrat. Det er en mosen rundt i et gyvelkrat, kameraet leder efter den rigtige vej. Skarpheden ligger på kameraets linse. Bier bliver meget store. Installationen består af to billeder, ca. 2 meter høje, som vises parallelt - det ene spejlvendt - så der opstår en kalejdoskopisk virkning. Billederne er 90% gule. Det er en uendelig rejse, ingen når frem.